# Aigaparsa
Guiparsa (Aigueperse en francès) és un municipi d'Alvèrnia-Roine-Alps, en Alvernia. Administrativament, pertany al departament francès del Puèi Domat.